# Aleks Marić
Aleksandar "Aleks" Marić (Cirílico Sérvio Александар "Алекс" Марић) (Sydney, Nova Gales do Sul, Austrália, 22 de outubro de 1984) é um basquetebolista profissional de origem sérvia nascido na Austrália que atualmente joga pelo Al Muharraq do Bahrein.